# Sarcodexiopsis prokopi
Sarcodexiopsis prokopi är en tvåvingeart som först beskrevs av Boris Borisovitsch Rohdendorf 1971.  Sarcodexiopsis prokopi ingår i släktet Sarcodexiopsis och familjen köttflugor.
Artens utbredningsområde är Kuba. Inga underarter finns listade i Catalogue of Life.